# POV Jugg Fuckers
POV Jugg Fuckers ist eine US-amerikanische Pornofilmreihe des Studios Evil Angel.

## Hintergrund
In den Jahren 2008 bis 2011 erschien pro Jahr ein Teil der Reihe, für die Teile 5 bis 7 verstrichen jeweils zwei Jahre gegenüber dem Vorgänger.
Die Reihe hat aus der Ego-Perspektive (POV, Point-of-View-Shot) gedrehte Szenen zum Gegenstand. Der erste Teil zeigte ausschließlich heterosexuelle Paare beim Oralverkehr und wurde – inklusive einer Bonusszene— direkt auf DVD (Straight-to-DVD) veröffentlicht. In weiteren, ebenfalls auf optischen Speichermedien erschienenen Folgen wurde als zusätzliches Element auch Mammalverkehr eingeführt und teilweise ein zweiter männlicher Sexualpartner integriert.

## Darsteller
- POV Jugg Fuckers 1 (2008): Gianna Michaels, Sara Jay, Angelina Valentine, Velicity Von, Claire Dames, Sienna West, Riley Evans, Jonni Darkko, Winston Burbank
- POV Jugg Fuckers 2 (2009): Julia Ann, Sophie Dee, Francesca Lé, Kelly Divine, Charley Chase, Diamond Foxxx, Avy Scott, Jonni Darkko, Winston Burbank, Prince Yahshua
- POV Jugg Fuckers 3 (2010): Alanah Rae, Ava Addams, Jayden Jaymes, Natasha Nice, Rebeca Linares, Diamond Foxxx, Haley Cummings, Jonni Darkko, Winston Burbank, Prince Yahshua
- POV Jugg Fuckers 4 (2011): Katie Kox, Eva Notty, Liza Del Sierra, Kianna Dior, Maserati, Adrianna Luna, Haley Cummings, Jonni Darkko, Prince Yahshua, Bill Bailey, Lexington Steele
- POV Jugg Fuckers 5 (2013): Lisa Ann, Julia Ann, Ava Addams, Bridgette B, Karen Fisher, Yuri Luv, Jessica Bangkok, Alex Gonz, Brandon Fox, Chris Charming, Dane Cross, Danny Wylde, Eric John, Jonni Darkko, Eic Banderas, Will Powers,
- POV Jugg Fuckers 6 (2015): Romi Rain, Nina Elle, Noelle Easton, Alyssa Lynn, Heather Vahn, Jonni Darkko
- POV Jugg Fuckers 7 (2017): Angela White, Ella Knox, Alura Jenson, Brooklyn Chase, Bridgette B, Olivia Austin, Victoria June, Jonni Darkko, Moe Johnson, Ricky Johnson

## Auszeichnungen und Nominierungen
- 2010: XRCO Award – Gewinner Best POV Release or Series
- 2011: AVN Award – Nominierung Best POV Release
- 2014: AVN Award – Nominierung Best POV Release